# Галицкий, Василий Иванович
Василий Иванович Галицкий (укр. Василь Іванович Галицький; 6 июня 1912, Бердичев, Киевская губерния — 9 июня 1990, Киев) — советский учёный-географ, специалист в области геоморфологии, педагог, доктор географических наук (с 1971), профессор (1972). Почетный член Географического общества СССР (с 1985).

## Биография
С 1930 по 1933 учился в Уманском институте социального воспитания. Затем учительствовал. С 1934 по 1941 заочно обучался на географическом факультете Ленинградского госуниверситета. Специальность — географ-геоморфолог.
С 1940 — преподаватель географии Киевского педагогического института.
Участник Великой Отечественной войны. Добровольцем истребительного батальона принимал участие в обороне Киева в 1941. После окончания войны работал старшим преподавателем на кафедре физической географии Кировоградского педагогического института, а с 1950 по 1953 — старшим преподавателем, заместителем декана Днепропетровского института иностранных языков. С 1953 — старший преподаватель, доцент, профессор Курского педагогического института. В 1972—1977 — заведующий кафедрой физической географии.
С 1976 года работал в отделении географии Института геофизики Академии Наук УССР.
В 1971 защитил докторскую диссертацию на тему «Основные принципы и методы палеогеоморфологического анализа: на примере территории Приднепровской низменной равнины».

## Членство в научных организациях
Был членом методического совета по географии Министерства образования СССР, членом Президиума Географического общества Украины, членом Ученого совета Сектора географии, членом бюро Научного совета НАН Украины по проблеме «Комплексные географические исследования». Почетный член Географического общества СССР с 1985 года.

## Научно-исследовательская деятельность
Научно-исследовательская деятельность В. И. Галицкого была направлена на изучение проблемных вопросов ландшафтоведения, в частности значения литогенной основы в формировании и развитии ландшафтов, современных процессов и динамики природы, оценки природных ресурсов.
Основные научные работы ученого были посвящены теоретическим и методическим вопросам геоморфологии и палеогеоморфологии, современного и исторического рельефа Приднепровской низменности, естественным и антропогенным процессам на территории Украины. В частности, учёный разработал шкалу палеогеоморфологичной ритмичности.

## Избранные научные работы
Автор более 100 научных работ.
1. Ископаемые формы карста как показатель новейших тектонических движений // Уч. зап. Курского гос. пед. ин-та. — 1958. — Вып. 10. — С. 203—212.
2. Геоморфология долины р. Ворсклы // Изв. Всес. геогр. об-ва. 1968. № 2.
3. Н. Галицкая, В. Галицкий, Е. Капитонов, П. Кочергин. География Курской области / под общей редакцией В.И. Галицкого. — Воронеж: Центрально-Чернозёмное книжное издательство, 1974. — 135 с.
4. О классификации рельефа Земли и некоторых вопросах терминологии. // Геоморфология. № 4. 1974 г.
5. Геологическое строение Курской области и его изучение как одного из компонентов природно-территориальных комплексов // Науч. тр. КГПИ. Т. 52 (145): Природные ресурсы Курской и сопредельных областей. Курск, 1975. — С. 56-69.
6. Роль рельефа в формировании естественных ресурсов (на примере северо-запада Курской области) // Науч. тр. КГПИ. Т. 73 (166): Природные условия Курской и сопредельных областей. — Курск, 1976.- С. 15-28.
7. Современные ландшафтные процессы в пойменных природных территориальных комплексах. В кн.: Оптимизация природной среды в условиях концентрации производства. Кишинев: Штиинца, 1978, с. 64-66.
8. Пойменно-русловые комплексы как объекты организации заповедников. В кн: Тезисы докл. к респ.семинару-совещ.работн.за-повед.учреждений /Аскания-Нова, май 1979 г./,Аскания-Нова, 1979, с. 29.
9. Современные природные процессы и их роль в динамике и развитии геосистем, В кн.: 1У съезд Геогр. о-ва УССР: Тез. докл., Ворошиловград, май 1980 г. -Киев: Наук, думка, 1980, с. 29-30
10. Основы палеогеоморфологии. Киев: Наукова думка, 1980. — 224 с.
11. Роль погребенного рельефа в формировании природных территориальных комплексов. Сер. 5. География` 1980. № 1. М. Изд-во Московского ун-та 1980 г. С.93-97с.
12. Природные условия пойм рек Киевского Полесья и их изменения под влиянием мелиорации. К.: Вища школа, 1981.
13. Ландшафтные исследования природных и мелиорированных пойм рек Киевского Полесья. Физ.география и геоморфология, 1982, вып. 28, с. 38-47.
14. Мелиоративно-хозяйственное освоение пойм полесских рек УССР. В кн.: Охрана и использование природных ресурсов Полесья в связи с проведением осушительной мелиорации. -Киев: Изд. СОПСа УССР АН УССР, 1983, с. 23-25.
15. Географические аспекты рационального природопользования: материалы науч. конф. Ин-т геофизики им. С. И. Субботина. — Киев : Наук. думка, 1987. — 125 с.
16. Географические открытия, исследования и исследователи: календарь-справочник. — М.: Рад.шк., 1988.
17. Оптимизация природной среды. АН УССР Киев : Наук. думка, 1989. — 171 с.
18. Среди пустынь и гор. — М. Сов. шк, 1991.

## Награды
- Медаль «За оборону Киева»